# جلال الدين جعفر
جلال الدين جعفر (بالملايوية: Jalaluddin Jaafar)‏ هو لاعب كرة قدم ماليزي في مركز الدفاع، ولد في 1975 في فيكان في ماليزيا. شارك مع منتخب ماليزيا لكرة القدم. أما مع النوادي، فقد لعب مع نادي بهانغ ‏.

## وصلات خارجية
- جلال الدين جعفر على موقع Soccerway.com (الإنجليزية)